# Bombylius hololeucus
Bombylius hololeucus är en tvåvingeart som beskrevs av Friedrich Hermann Loew 1873. Bombylius hololeucus ingår i släktet Bombylius och familjen svävflugor. Inga underarter finns listade i Catalogue of Life.